# 14 Ірена
14 Ірена (Irene) — великий астероїд головного поясу, відкритий 19 травня 1851 року англійським астрономом Джоном Расселом Гайндом. Названа на честь Ірени, дочки Зевса і Феміди, уособлення миру в грецькій міфології. Назву запропонував Джон Гершель. Гайнд вбачав у цій назві відсилку до Всесвітньої виставки, яка проходила в Лондоні з 1 травня до 18 жовтня 1851 року.
Гайнд запропонував, щоб символом для астероїда був «голуб, що несе оливкову гілку, із зіркою на голові», але фактичний малюнок символу ніколи не був зроблений до того, як використання графічних символів для зображення астероїдів було остаточно покинуто.
Спостереження 2007 року показали, що полюс обертання Ірени лежить близько до площини екліптики, а нахил близький до 90°. Астероїд належить до S-типу і має середній діаметр приблизно 152 км. Період обертання становить 15 годин.
Повідомлялось про сім подій покриття зір Іреною. Найкращою була подія 2013 року, для якої було отримано три хорди.